# نجد موري (حديبو)

تعديل مصدري - تعديل

نجد موري هي إحدى قرى مديرية حديبو التابعة لمحافظة سقطرى، بلغ تعداد سكانها 3 نسمة حسب تعداد اليمن لعام 2004.